# Jettime
Jettime – duńska linia lotnicza z siedzibą w Kopenhadze.

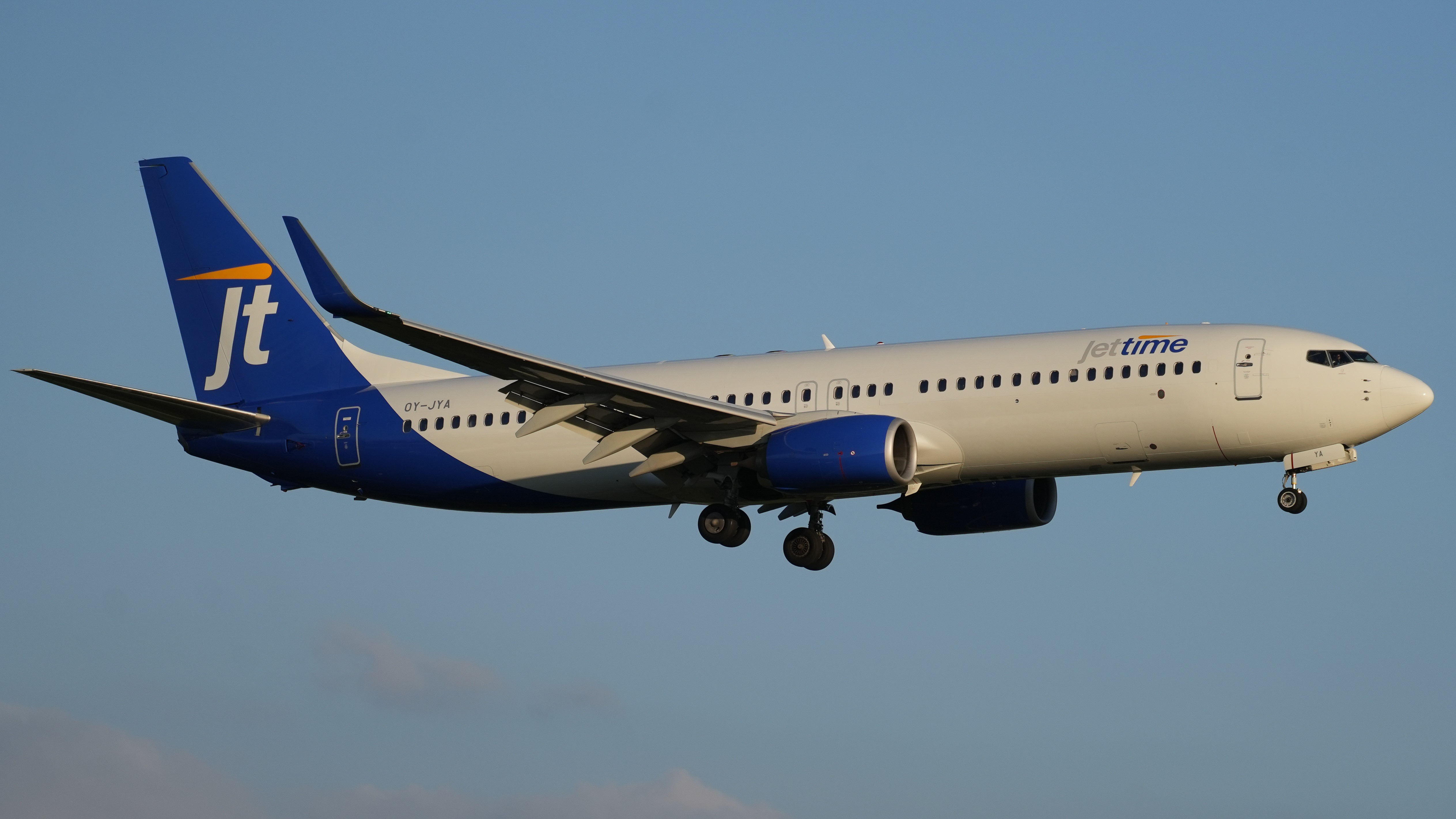
Boeing 737-800

## Flota
Według stanu na marzec 2025 flota Jettime składała się z 12 samolotów o średnim wieku 16,3 lat:
| Samolot        | Samolot | Samolot   | Liczba miejsc | Liczba miejsc | Uwagi |
| Model          | Aktywne | Zamówione | E             | Łącznie       | Uwagi |
| -------------- | ------- | --------- | ------------- | ------------- | ----- |
| Boeing 737-700 | 1       | -         | 148           | 148           |       |
| Boeing 737-800 | 11      | 1         | 189           | 189           |       |
| Łącznie        | 12      | 1         |               |               |       |